# Masakra w Bleiburgu

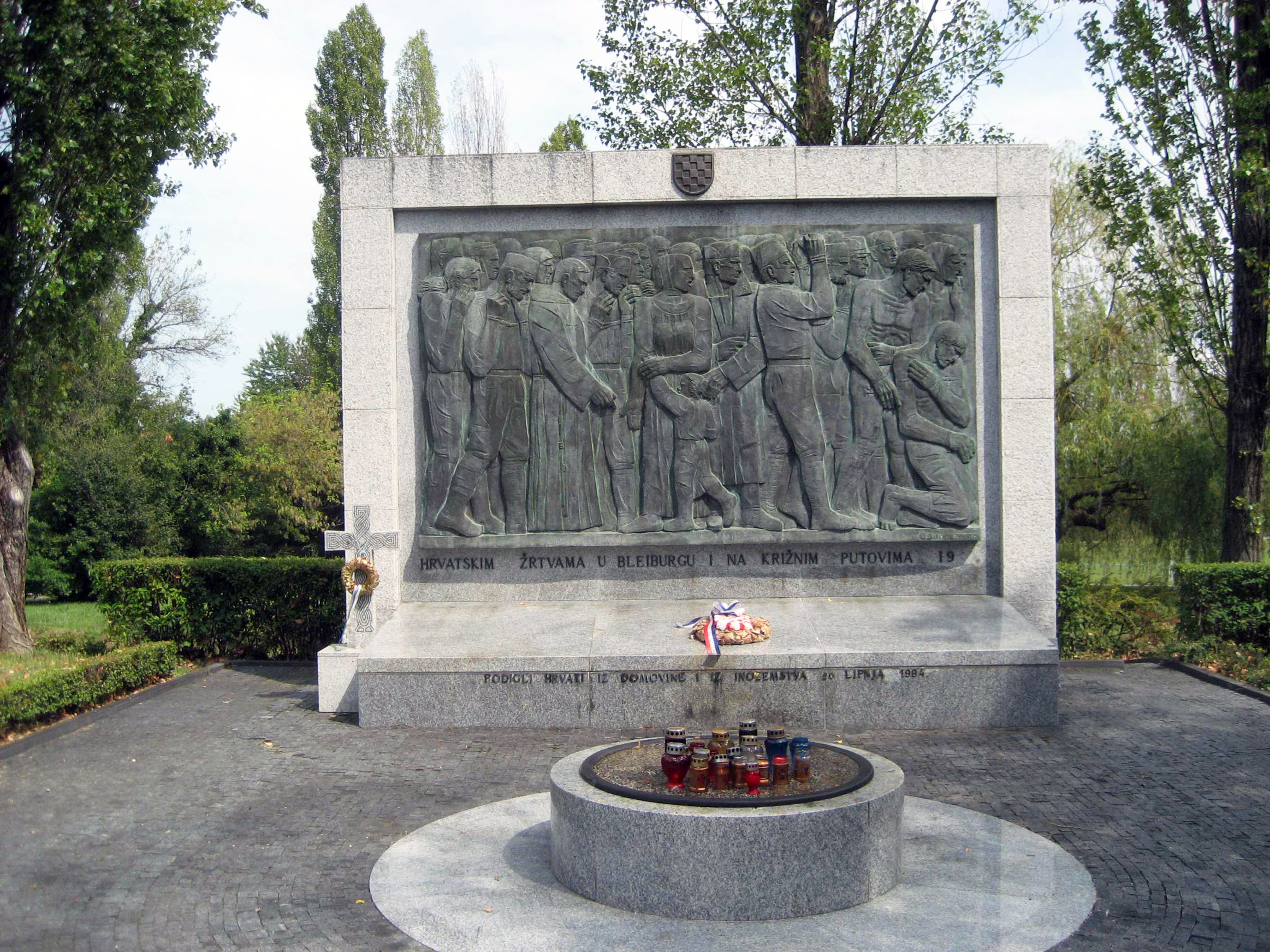
Pomnik w Zagrzebiu, upamiętniający ofiary Bleiburga

Masakra w Bleiburgu (w historiografii chorwackiej m.in. sprawa Bleiburga, tragedia Bleiburga, Bleiburg) – termin odnoszący się do zdarzeń, które miały miejsce pod koniec II wojny światowej w miejscowości Bleiburg na granicy austriacko-jugosłowiańskiej w maju 1945 roku. Przez część historyków uważana za samosąd dokonany przez Jugosłowiańską Armię Ludową z możliwym udziałem wojsk brytyjskich (według nowszych publikacji w rozstrzeliwaniu chcących się poddać żołnierzy mogli brać udział żołnierze Czarnego Legionu ustaszy, który uważał poddających się żołnierzy za dezerterów i zdrajców), a przez innych za element propagandy ustaszy.

## Tło polityczne

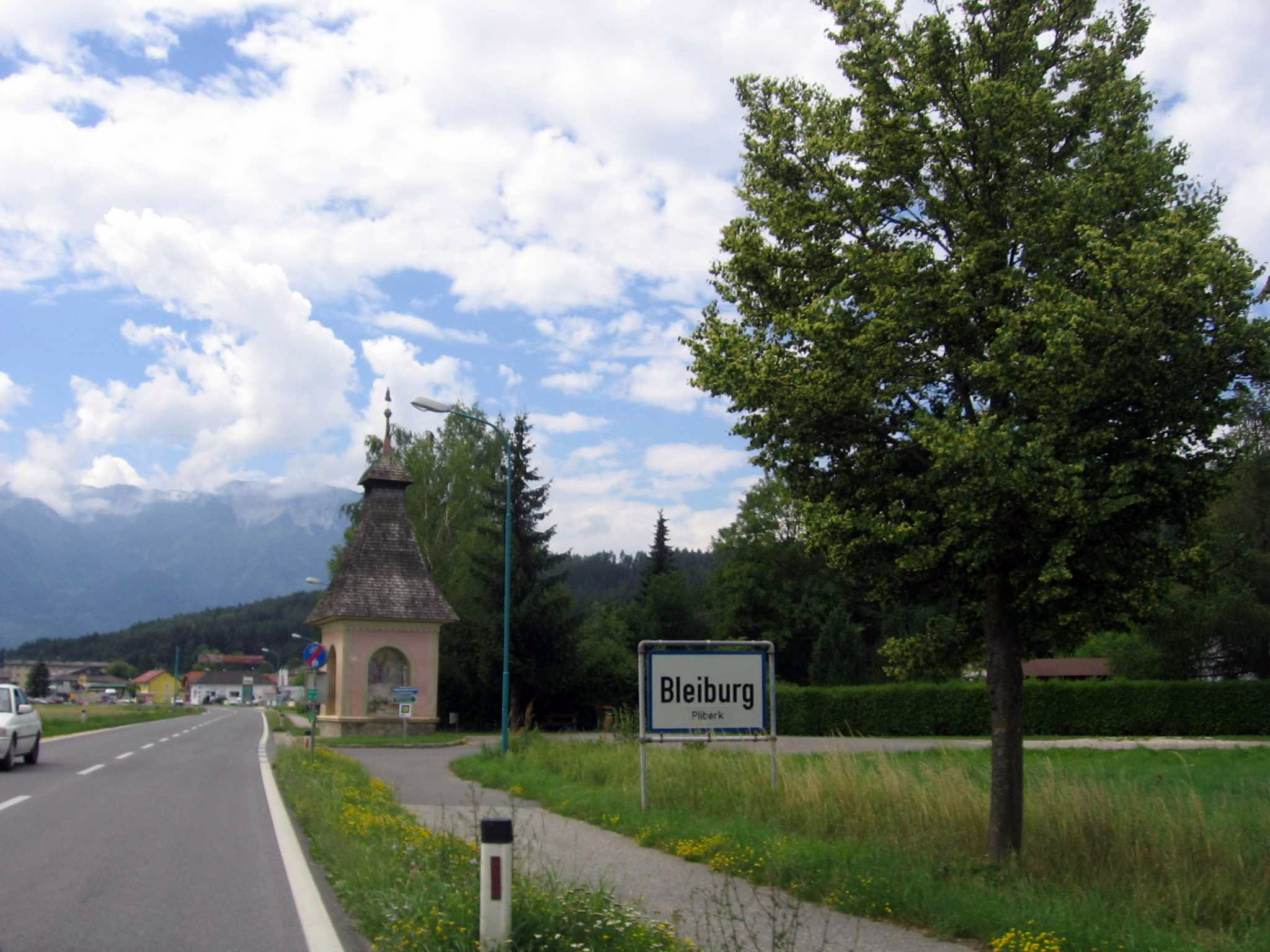
Bleiburg – tablica z nazwami w dwóch językach: niemieckim i słoweńskim (Pliberk)

Wydarzenia w Bleiburgu określane są w przez chorwacką historiografię jako m.in. tragedia Bleiburga, Bleiburg, sprawa Bleiburga.
Głównym uczestnikiem walki przeciwko okupacji Jugosławii przez państwa Osi (Niemców i Włochów), pod względem liczby kampanii, liczebności i zaangażowania był komunistyczny ruch partyzantki dowodzony przez Josipa Broz Titę. Siły Osi utworzyły marionetkowe państwo nazistowskie ustaszy. Niepodległe Państwo Chorwackie (NDH) prowadziło rasistowską politykę prześladowania Serbów, Żydów i Romów, represjom ulegli też antyfaszystowscy Chorwaci. Mile Budak, minister edukacji Chorwacji, 22 lipca 1941 roku mówił o tym, że część Serbów zostanie eksterminowana, drugiej części narodu zostanie przymusowo narzucona wiara katolicka, a przedstawiciele tej grupy zostaną schorwatyzowani. Niektórzy Serbowie mieli zostać przesiedleni. Reżim kolaborantów chorwackich odpowiedzialny był za szereg zbrodni na ludności cywilnej. Ustasze założyli obóz koncentracyjny w Jasenovacu, szczególnie systematyczne represje kierowano wobec Serbów i Żydów. Ruch jugosłowiańskich partyzantów gwałtownie przybrał na znaczeniu w wyniku zbrodni chorwackich. Siły Zbrojne Niezależnego Państwa Chorwackiego zostały zreorganizowane w listopadzie 1944 roku kiedy zaczęto łączenie jednostek ustaszy i chorwackiej domobrany. W 1945 roku Jugosłowiańska Armia Ludowa liczyła ponad 800.000 żołnierzy zorganizowanych w pięć polowych armii. Siły jugosłowiańskie rozpoczęły poszukiwanie resztek pokonanych wojsk niemieckich i NDH.
Po klęsce hitlerowskich Niemiec porażka satelickiego Niezależnego Państwa Chorwackiego stała się nieunikniona. Kolaboracyjny rząd Chorwacji postanowił przenieść swoje siły zbrojne do Austrii. Po niemieckiej kapitulacji, większość armii chorwackiej pod dowództwem generała Herencićicia poddała się armii brytyjskiej w pobliżu miejscowości Bleiburg w Austrii, przy granicy ze Słowenią. 15 maja 1945 roku brytyjski generał Patrick Scott wydał wszystkich więźniów dowódcy Jugosłowiańskich Sił Zbrojnych – Milanowi Baście z 51 Dywizji Wojwodiny.

## Przebieg wydarzeń
Pod koniec marca 1945 siły chorwackich kolaborantów rozpoczęły odwrót do Austrii w celu poddania się wojskom brytyjskim nacierającym na północ do Włoch. Odwrót został zaplanowany i zorganizowany przez władze NDH. Wśród uciekinierów znaleźli się liczni dygnitarze ustaszy, faszystowska elita rządząca, a także cywile. Po ostrzałach armii jugosłowiańskiej duża część cywilów wróciła do domów uważając, że cywile są traktowani przez ustaszy jedynie jako ludzkie tarcze. Do wycofujących się ustaszy dołączyły garstki słoweńskich żołnierzy domobrany (słoweńska milicja kolaboracyjna) i czetników. Częścią kolumny ustaszy byli też rosyjscy Kozacy z XV Korpusu Kawalerii SS. 6 maja 1945 z Zagrzebia wycofał się rząd kolaboracyjny i 7 maja dotarł w pobliże Klagenfurtu w Austrii.
7 maja Niemcy poddali się bezwarunkowo aliantom, tym samym formalnie w Europie zakończyła się II wojna światowa. Niemieckie instrukcje kapitulacji trafiły do niemieckich sił Wehrmachtu w Jugosławii oraz tamtejszych kolaboracyjnych sił zbrojnych, w tym wojsk NDH. Oznaczało to, że wojska faszystowskie musiały zaprzestać w dniu 8 maja działalności i pozostać tam, gdzie się znalazły. Wódz ustaszy Ante Pavelić zdecydował jednak, że nie podda się komunistom, ale ucieknie do Austrii. 8 maja 1 i 2 Armia Jugosławii wyzwoliła Zagrzeb, w walkach zginąć miało 10 901 a do niewoli trafiło 15 892 żołnierzy ustaszy. Tego samego dnia dowództwo 51. Jugosłowiańskiej Dywizji Wojwodiny z 3. Armii, wydało rozkaz, aby wszystkich oficerów i żołnierzy wroga, którzy będą stawiać opór po północy tego dnia, a nie są częścią żadnej jednostki i nie mają statusu jeńców wojennych, traktować jako bandytów.  38 Brytyjska Brygada Piechoty zajęła Bleiburg 12 maja, podczas gdy reszta V Korpusu stacjonowała w Klagenfurcie. Dopiero 15 maja, tydzień po zakończeniu wojny w Europie, zakończyły się walki między siłami komunistów a siłami kolaboracyjnymi znajdującymi się w Słowenii i w Austrii. Największą z nich była bitwa pod Poljaną (14–15 maja), która zakończyła się zwycięstwem komunistów i Brytyjczyków.
Wojska NDH poddały się Brytyjczykom 15 maja. Brytyjskim negocjatorem był brygadier Patrick T. D. Scott z 38. Brygady Piechoty (irlandzkiej), stronę ustaszy reprezentował generał Ivo Herenčić z V Korpusu Ustaszy i tłumacz, pułkownik Daniel Crljen z urzędu propagandy ustaszy. Po południu tego samego dnia wojska niemieckie zaczęły wieszać białe flagi. NDH zostało skierowane ostatecznie do poddania się armii jugosłowiańskiej.

### Liczba ofiar
Srećko Pšeničnik, syn Ante Pavelicia, w 1990 roku mówił o 10 000 ofiarach.  Jozo Tomasevich w książce z 2001 roku podaje liczbę 50 000. Chorwacki dziennikarz Władimir Žerjavić w 1992 szacował liczbę ofiar na 45 000 do 55 000. Były dyplomata Cvijeto Job w książce z 2002 roku podaje liczbę od 12 000 do 15 000. Według chorwackiego historyka Juraja Hrženjaka i jego publikacji z 2007 roku (pisanej we współpracy ze stowarzyszeniem chorwackich partyzantów antyfaszystowskich) rozstrzelanych zostało od 12 000 do 14 000, w tym 1500 strażników obozów koncentracyjnych, a 20 osób popełniło samobójstwo. Większość ofiar zginąć miała nie z rąk komunistów, lecz oddziału ustaszy, Czarnego Legionu, który traktował wszystkich poddających się żołnierzy jako zdrajców i dezerterów.

## Reperkusje współczesne
Po demokratyzacji Chorwacji w latach 80. i 90. XX w. sprawą Bleiburgu zainteresował się chorwacki nurt rewizjonistyczny. W maju 1994 roku w Zagrzebiu odbyło się Międzynarodowe Sympozjum Badania Tragedii Bleiburga. Aktem parlamentu Chorwacji w 1995 roku rozpoczęły się oficjalne upamiętnienie ofiar w Bleiburgu, wówczas przy władzy był Franjo Tuđman i nacjonalistyczna wtedy (po śmierci Tudmana przeszła na pozycję centroprawicowe) Chorwacka Wspólnota Demokratyczna. We wrześniu 2008 roku Bleiburg odwiedził premier Chorwacji Ivo Sanader, który stwierdził, że wszystkie ofiary miały prawo do uczciwego procesu. W 2009 roku prezydent Chorwacji Stjepan Mesić skrytykował przedstawicieli parlamentu, którzy nie reagowali na to, że w tłumie ludzi w Bleiburgu pojawiły się nielegalne w Chorwacji symbole ustaszy. W 2010 roku chorwacki prezydent Ivo Josipović zapowiedział, że nie będzie uczestniczyć w corocznych obchodach, dopóki nie przestaną na nich być obecne emblematy ustaszy. W 2012 roku parlament Chorwacji podjął decyzję o odwołaniu finansowania obchodów w Bleibergu, a premier Zoran Milanović stwierdził, że rząd nie będzie finansował tego co, jego zdaniem, jest wydarzeniem politycznym, które nie koncentruje się na ofiarach w Bleiburgu, lecz na NDH. W 2012 roku przedstawiciele rządu złożyli wieńce jedynie przy pomniku w Tezno.
Pojęcie masakry w Bleiburgu było propagowane przez ustaszy na emigracji. Niemiecko-amerykański historyk Jozo Tomasevich odrzuca to pojęcie jako część propagandy ustaszy. Niemiecki historyk Martin Grahek Ravanči, specjalizujący się w sprawie Bleiburga, pisze, że zakres ofiar w dniu kapitulacji nie został opisany w żadnych źródłach. Franks Strle i Milan Basta piszą o tym, że siły ustaszy próbowały atakować w północnej części doliny, a trzy brytyjskie czołgi zostały zaangażowane w powstrzymanie kolaborantów powodując tym samym liczne ofiary.